# 西番蓮屬
西番蓮屬是西番蓮科中擁有500個種的屬。它們大部分是藤蔓，有一些種類是灌木，少數種類是草本植物，百香果（Passiflora edulis）是本屬最有名的成員。

## 生物學
多數西番蓮屬的花朵有一個延伸的副花冠，可以讓大型的蜂有效地授粉（參見相片）。在美國熱帶，為了鼓勵熊蜂築巢，就在附近種植百香果。同時，西番蓮屬的一些種類花的大小和結構有很大變化。某些種類是藉由蜂鳥和蜜蜂授粉，其他種類由黃蜂授粉，甚至是自花授粉。有些西番蓮屬的植物是飛蛾、和釉蛺蝶亞科物種幼蟲的食物。
毛西番蓮的總苞片會流出黏稠的液體，許多昆蟲經常會掉進陷阱。研究發現，這種現象也許是趨同演化，同樣的現象在那些食蟲植物中可以看到（例如茅膏菜）。

## 分布
西番蓮科的成員分布在全世界，除了歐洲和南極洲。
九種本屬植物可以在美國找到。西番蓮屬的植物不但可以在南美洲找到，並且在中國和東南亞（17種）、新幾內亞、澳洲（4種，也許有更多）和紐西蘭都可以發現本屬的植物。
非洲那裡有許多西番蓮科的成員（包含最原始的Adenia屬），但沒有任何本屬的成員。
會結紫色果實的百香果和結黃色果實的变种Passiflora edulis var.  flavicarpa廣泛生長在亞熱帶和熱帶地區，成為當地人們常食用的水果。
- 百香果的變種（Passiflora edulis var. flavicarpa）已經被證實是不同的品種。它們是在不同時間和不同的氣候中產生變異的。此品種擁有自交不親和性，柱頭垂下時，不容易與花葯接觸。而原品種的柱頭幾乎接觸到花葯，形成自花授粉的現象。

## 下属物种
本属包括以下物种：
- Passiflora acreana Mezzonato & Marc.Silveira[2]
- 腺柄西番莲 Passiflora adenopoda
- 翅茎西番莲 Passiflora alata
- 蓝翅西番莲 Passiflora alato-caerulea
- 月叶西番莲 Passiflora altebilobata
- 紫花西番莲 Passiflora amethystina
- Passiflora aurantia
- Passiflora bernaccii Mezzonato, 2018[3]
- 蓝花西番莲 Passiflora caerulea
- Passiflora calicicalyx T. Boza & J. M. MacDougal[4]
- 蝙蝠西番莲 Passiflora capsularis
- 柠檬西番莲 Passiflora citrina
- 红花西番莲 Passiflora coccinea
- 蛇王藤 Passiflora cochinchinensis
- 杯叶西番莲 Passiflora cupiformis
- 心叶西番莲 Passiflora eberhardtii
- 鸡蛋果 Passiflora edulis ，百香果
- 龙珠果 Passiflora foetida ，毛西番蓮
- Passiflora geminiflora ，产印度和尼泊尔
- 圆叶西番莲 Passiflora henryi
- 绢毛西番莲 Passiflora holosericea
- 肉色西番莲 Passiflora incarnata
- 尖峰西番莲 Passiflora jianfengensis
- Passiflora jorgeana Mezzonato, 2021[3]
- 山峰西番莲 Passiflora jugorum
- Passiflora ketura S.S. Tillett & J.M. MacDougal[5]
- Passiflora kumandayi M.A. Buitrago A. & Coca[6]
- 广东西番莲 Passiflora kwangtungensis Merr., 1934
- 樟叶西番莲 Passiflora laurifolia L., 1753
- 甜百香果 Passiflora ligularis A.Juss., 1805
- Passiflora maliformis
- Passiflora manicata
- Passiflora mansoi  (Mart.) Mast.
  - Passiflora mansoi var. mansoi[3]
- 勐海西番莲 Passiflora menghaiensis X. D. Ma, L. C. Yan & J. Y. Shen[7]
- 香蕉西番莲 Passiflora mollissima
- 马来蛇王藤 Passiflora moluccana
- 桑叶西番莲 Passiflora morifolia
- Passiflora murucuja
- 蝴蝶藤 Passiflora papilio
- 大果西番莲 Passiflora quadrangularis
- Passiflora rhamnifolia Mast., 1872[3]
- 长叶西番莲 Passiflora siamica
- 细柱西番莲 Passiflora suberosa ，三角葉西番蓮
- 香蕉百香果 Passiflora tarminiana
- 长叶蛇王藤 Passiflora tonkinensis
- 斑叶西番莲 Passiflora trifasciata
- 艳红西番莲 Passiflora vitifolia
- 镰叶西番莲 Passiflora wilsonii
- 版纳西番莲 Passiflora xishuangbannaensis Krosnick, 2005
- 尤卡坦西番莲 Passiflora yucatanensis

栽培种：
- 紫水晶夫人西番莲 Passiflora cv. Lavender Lady
- 玛格丽特女士西番莲 Passiflora cv. Lady Margaret

## 作物
在維多利亞女王的時代期間，西番蓮屬的品種是非常普遍而且許多雜交種的母本大部份是蓝花西番莲（Passiflora caerulea）、Passiflora alata和其他一些熱帶品種。
數以百計的雜交品種已經被命名而且為了它們的花、樹葉和果實而雜交更多新種。因為他們的美麗花朵，本屬的一些品種在他們的原生地之外被大量種植以用來觀賞。百香果（Passiflora edulis），廣泛地被種植在加勒比海、佛羅里達州南方和南非用來當做果汁原料。
美國西番蓮（Passiflora incarnata），是在美國東南方很普遍的品種，是大部份熱帶親戚的亞熱帶代表。然而，它卻在紐約的居家花園內適應良好。它的果實是可食的並且相當多種子而且有益於野生生物。就像其他的Passifloras屬的品種，它是一些蝴蝶的幼蟲食草。
香蕉百香果（Passiflora tarminiana），原生於巴西中部，但在夏威夷島上藉由野豬的傳播而成為難以根除的雜草。常大量繁衍於路邊的樹林並危害到島上的原生植物。它的果實是可食的，但不比黃色種百香果還受歡迎。
智利西番蓮（Passiflora pinnatistipula）生長於委內瑞拉到智利，海拔2500公尺到3800公尺的安地斯山脈中內陸潮濕的森林，是一種快要絕種的藤蔓。
許多的Passiflora屬從安地斯山脈成功的在更加涼快的地中海氣候生長。譬如在加利福尼亞的蒙特利半島和舊金山並沿著沿美國的西部沿海進入加拿大。
多數種類的果實從二到八英寸長到一英寸或二英寸。在Tacsonia族（由香蕉百香果和Passiflora mixta作為模式種。以它們細長的花被管和亮紅色和玫瑰色的花瓣而得名。）中的智利西番蓮具有和其他類型不同特徵的肥大果實。

## 醫療用途
Passiflora incarnata 的葉片和根在北美洲的印地安人間被作為藥材並使用了幾個世紀。Passiflora edulis和幾個其它種類在中美洲和南美洲被使用。
新鮮或乾燥的葉片被泡製成用來治療失眠、歇斯底里和癲癇症的茶，甚至可以舒緩鎮痛的效果。研究發現它包含用來抗憂鬱症的beta-carboline、harmala 生物鹼和單胺氧化脢抑制劑。
一些種類的葉片和根則擁有意識狀態改變（mind-altering）的化學物質，被烘乾、燻製的葉片常做為迷幻藥，但在花辦上的含量較少。

## 名稱由來
passion(熱情)是錯誤的翻譯。其真正的意思是基督的受難。在十五和十六世紀，西班牙的傳教士發現了這種花並認定其花的特別構造就像是耶穌受難圖。例如：那些超過數百條並放射狀的副花冠就像是耶穌的荊棘。而十片的花冠就代表耶穌的十位門徒。最上面的柱頭和花葯則分別代表耶穌的三根釘子和五道傷痕。其花朵則因為此象徵而命名並流傳在整個歐洲大陸。在西班牙，它被稱為Espina de Cristo（基督的荊棘）。在德國，它則被稱為Muttergottes-Schuzchen（聖母之星）。
在以色列它們被認為是時鐘花（שעונית）。在日本，它也被稱為時計草。
在北美洲他們也被稱為Maypop、水檸檬和野杏，在田納西州的印地安人則稱為Ocoee，因為它經常生長在奧科伊河旁的野地。

## 圖片

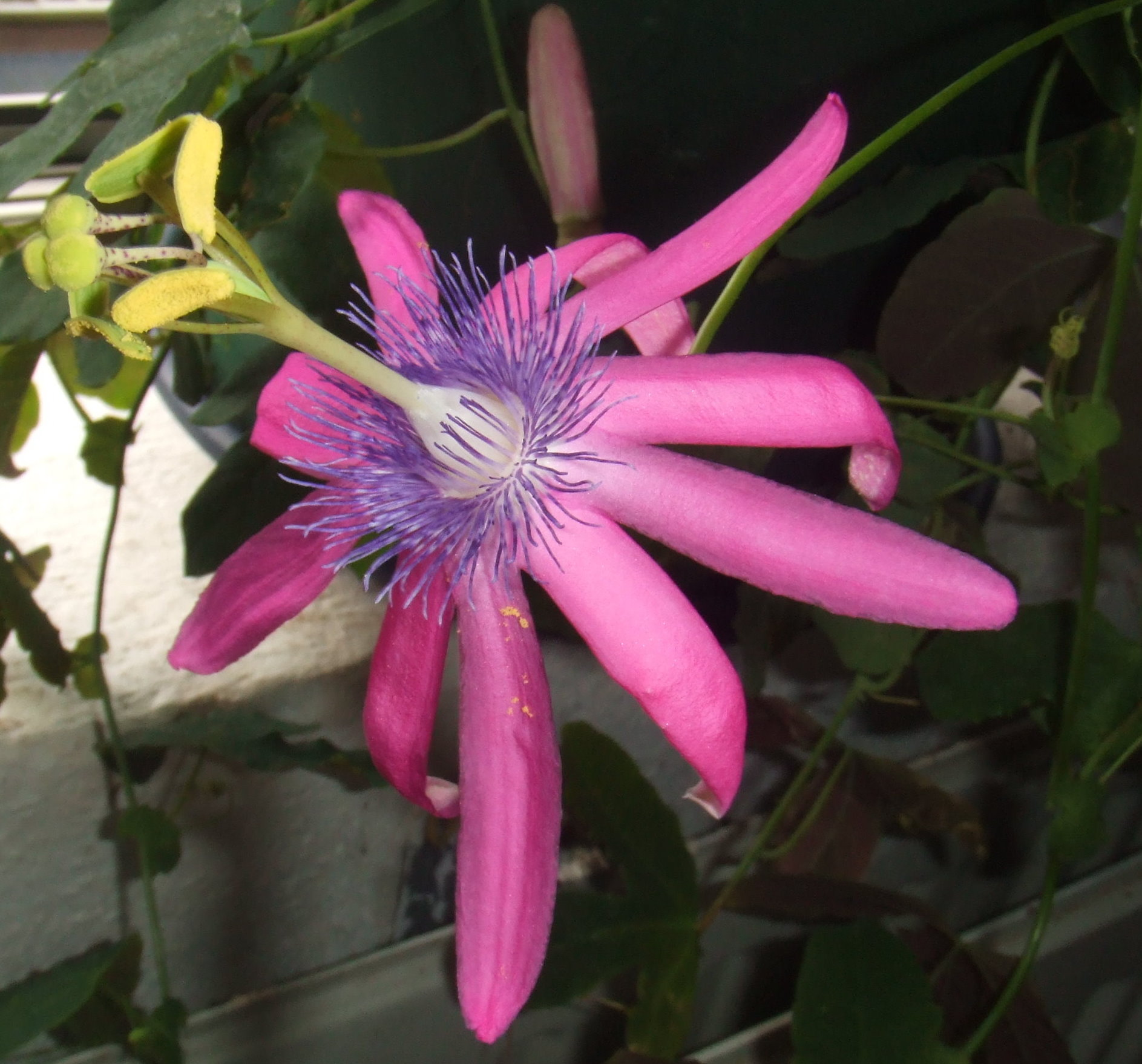
Passiflora kermesina
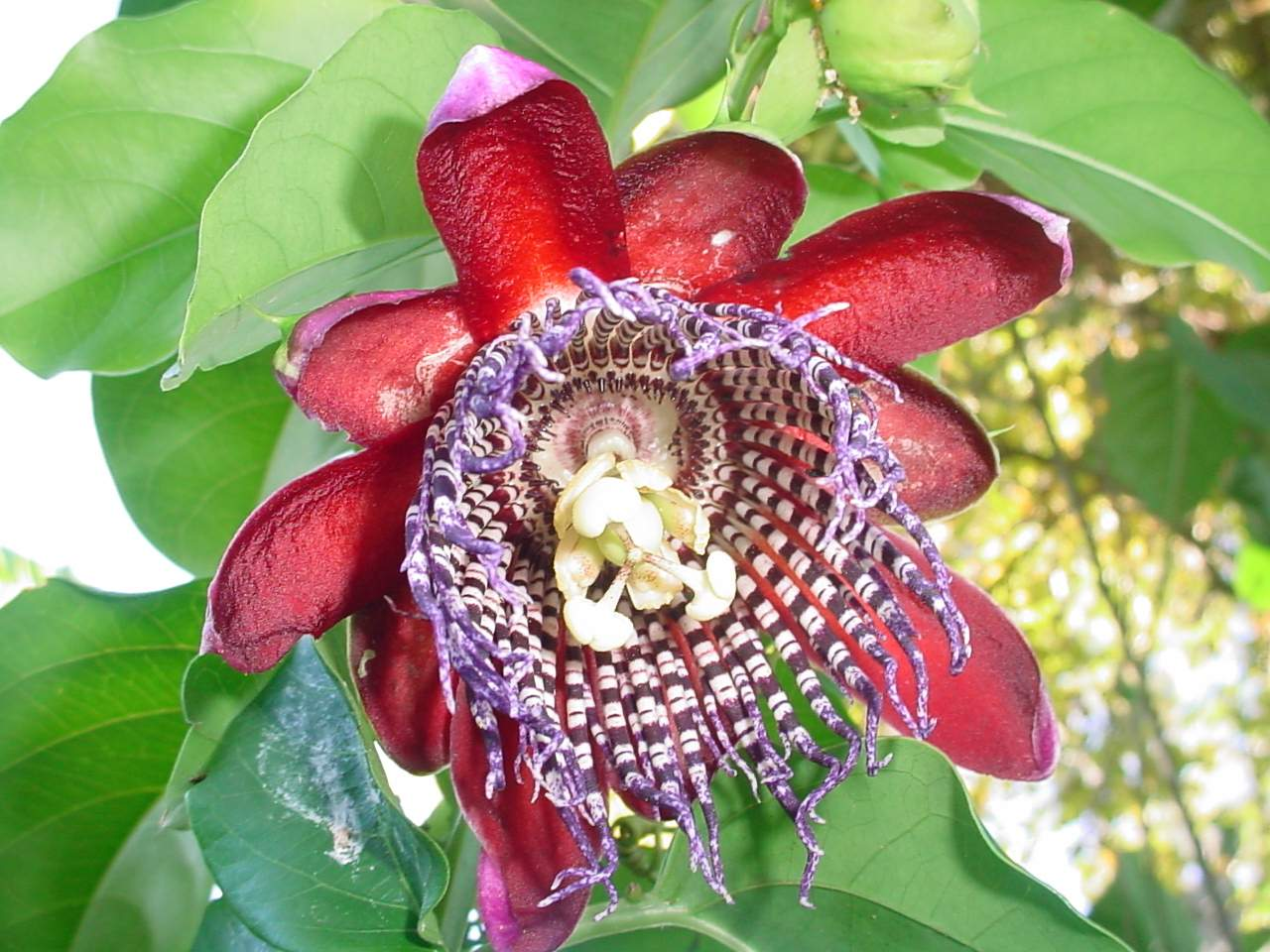
Passiflora alata
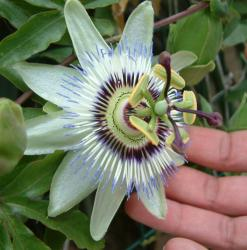
Passiflora caerulea
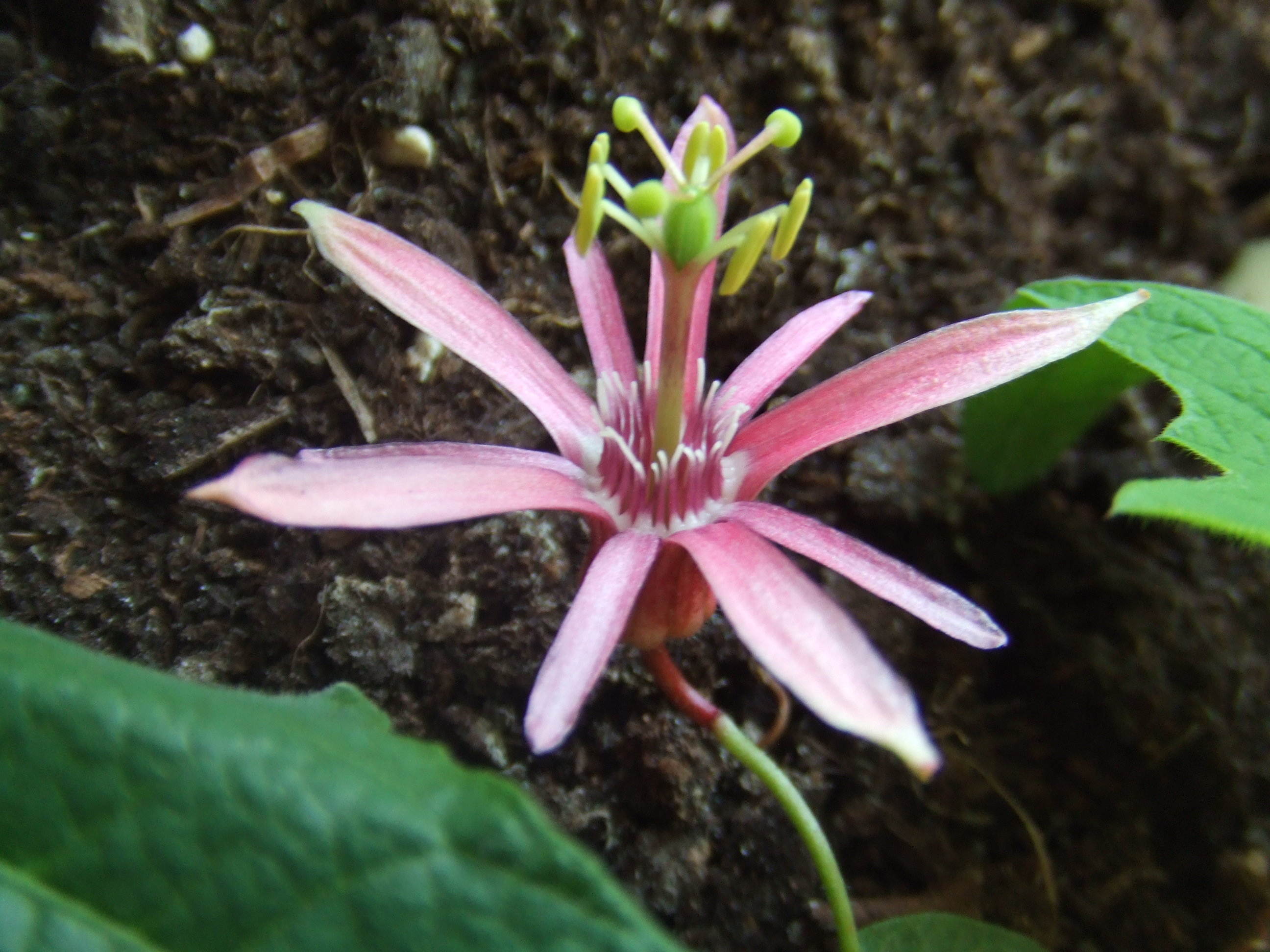
Passiflora sanguinolenta
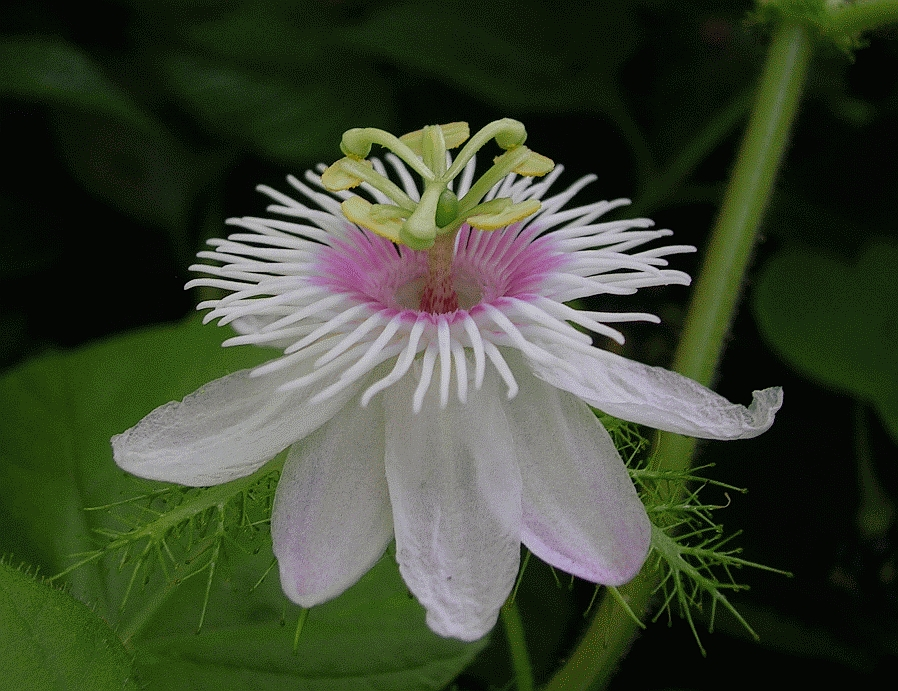
Passiflora foetida
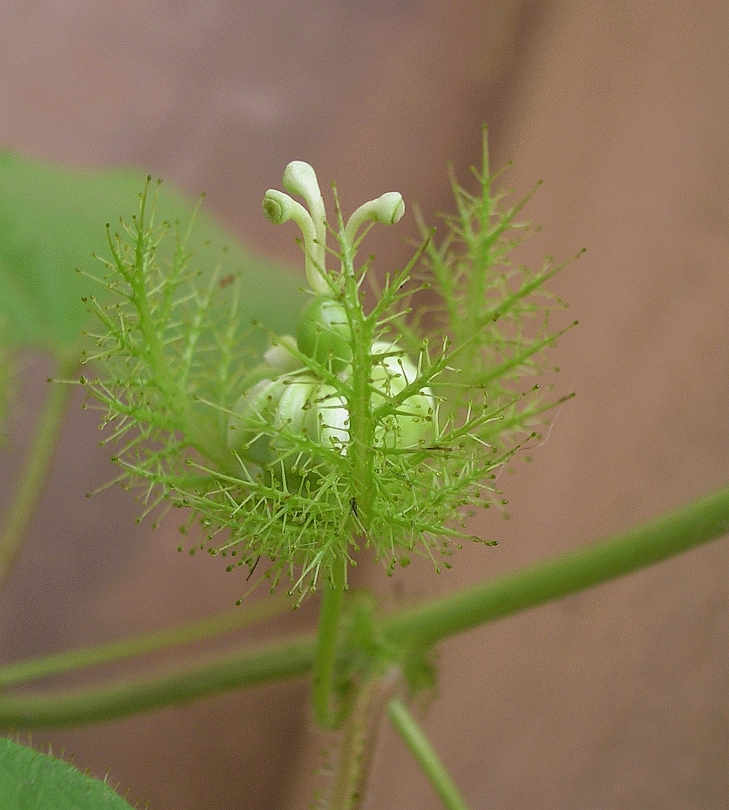
Passiflora foetida花苞
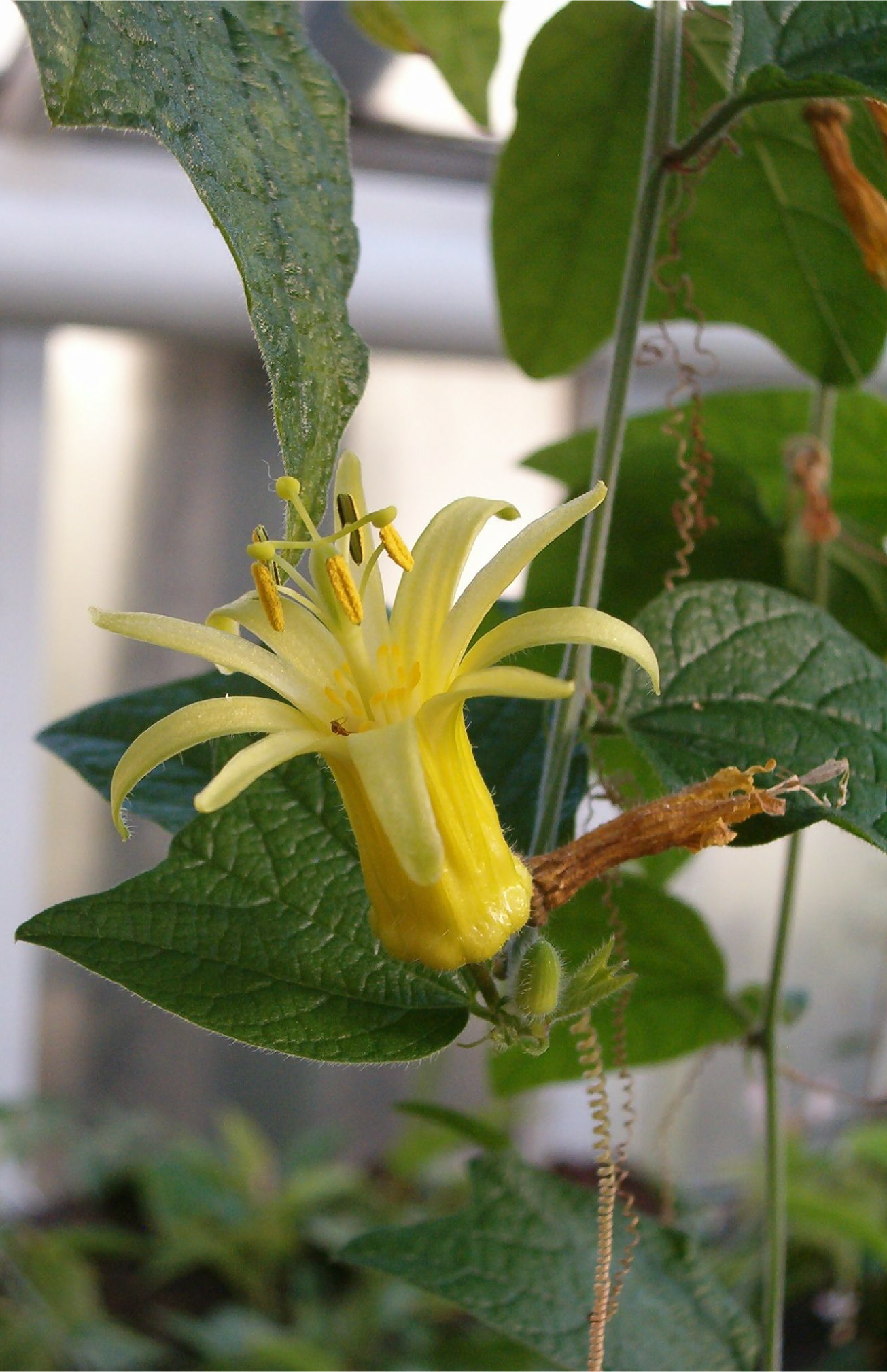
Passiflora citrina
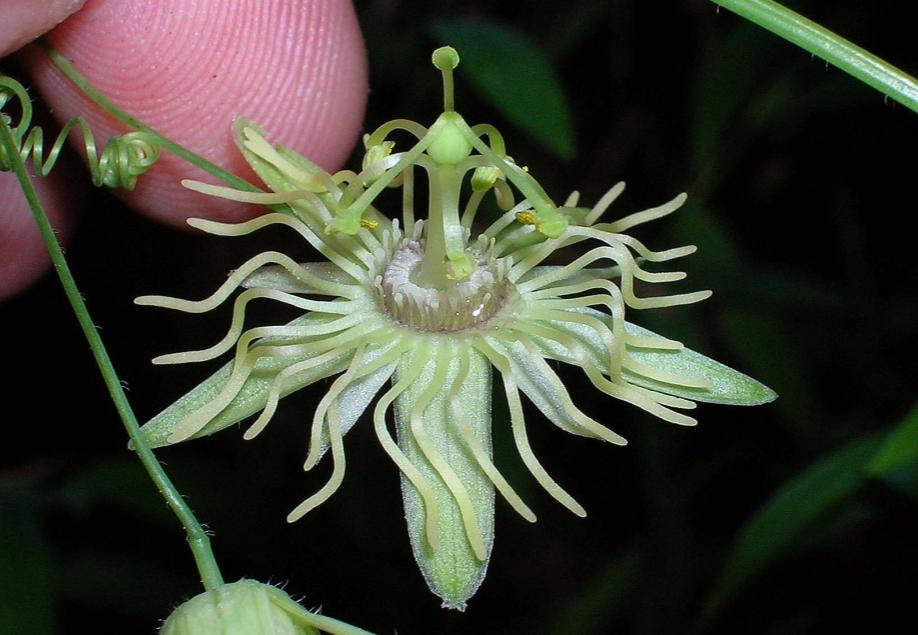
Passiflora lutea
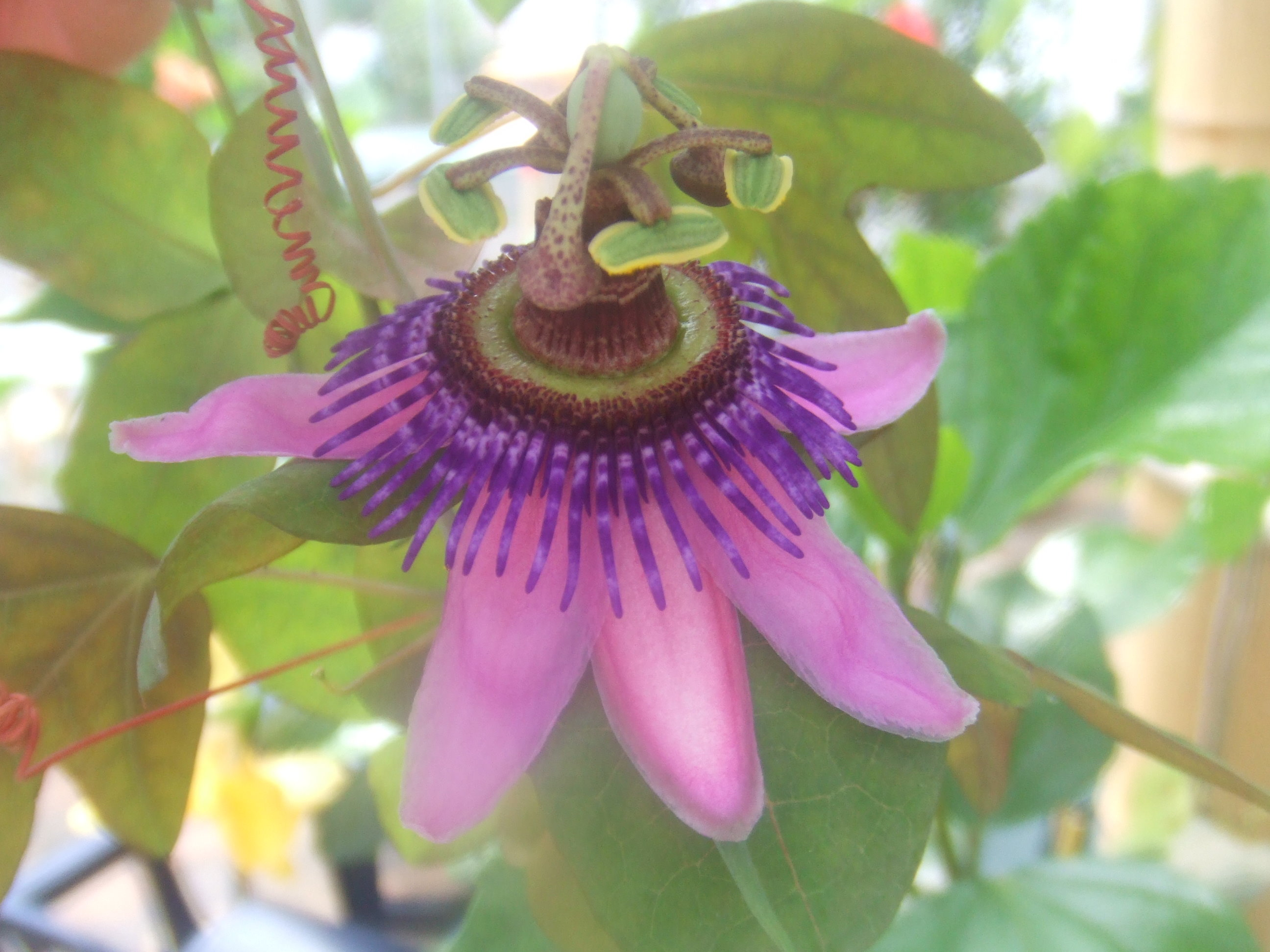
Passiflora picturata
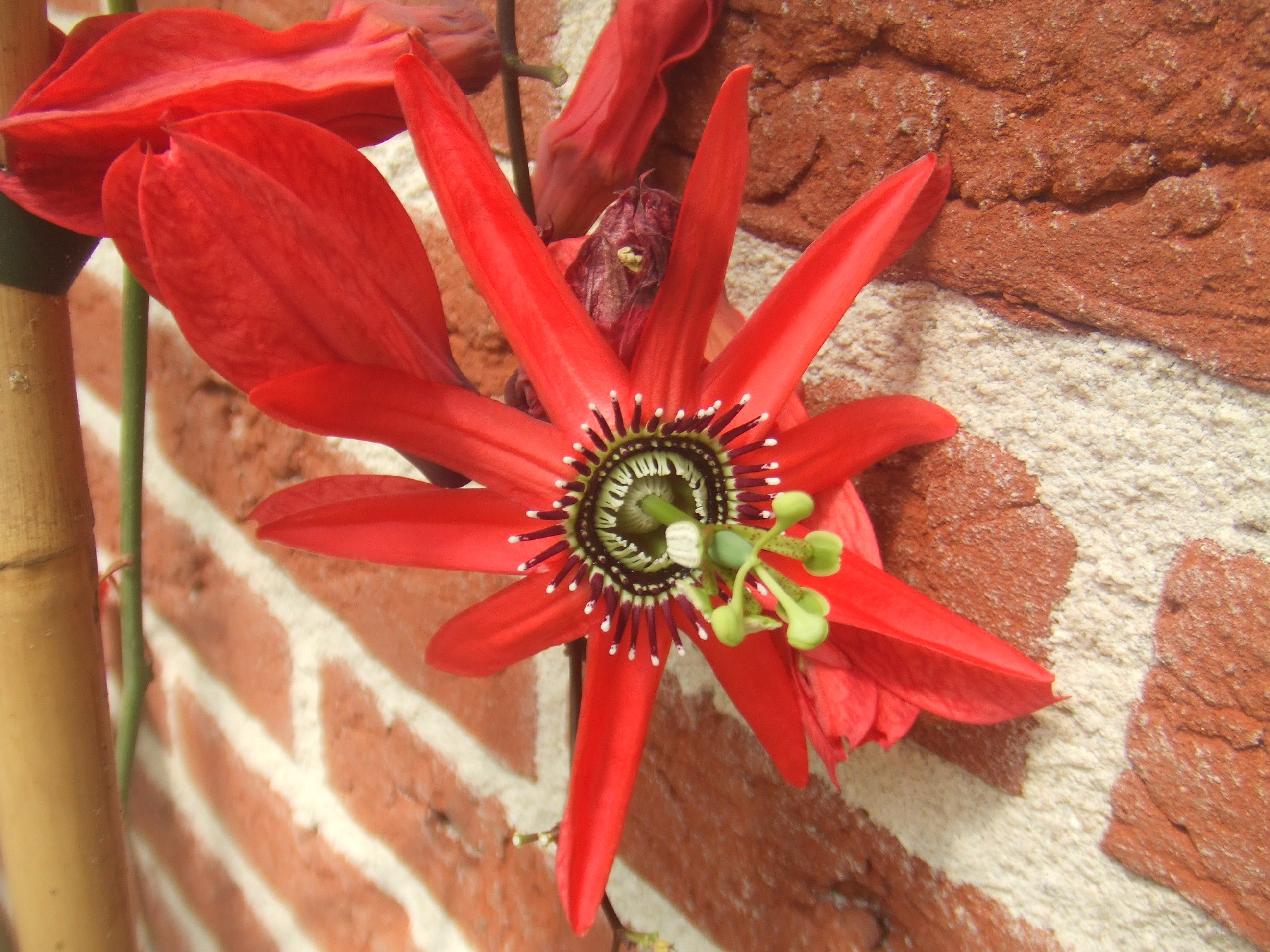
Passiflora racemosa
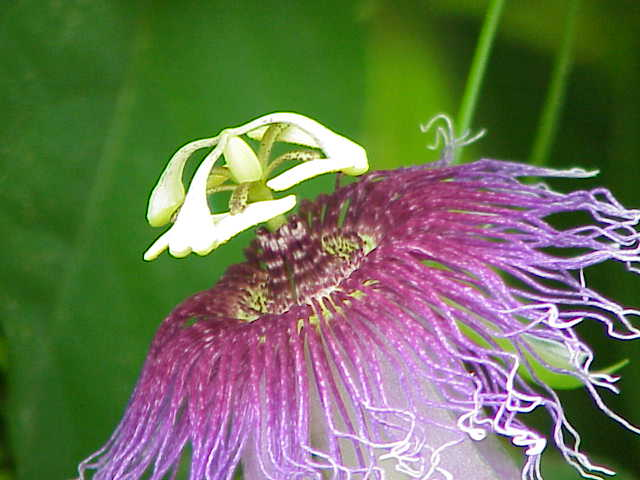
Passiflora serratifolia
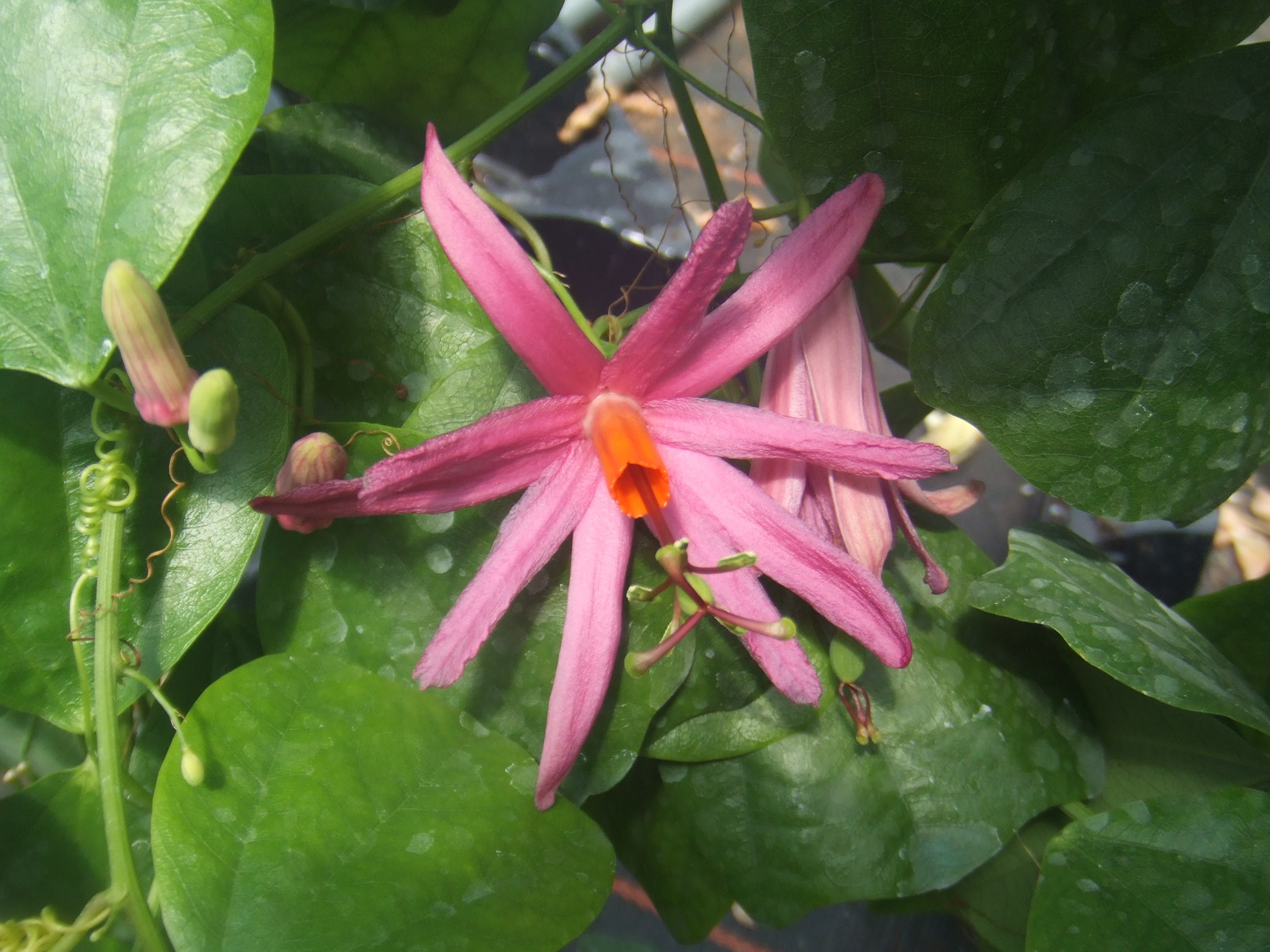
Passiflora tulae
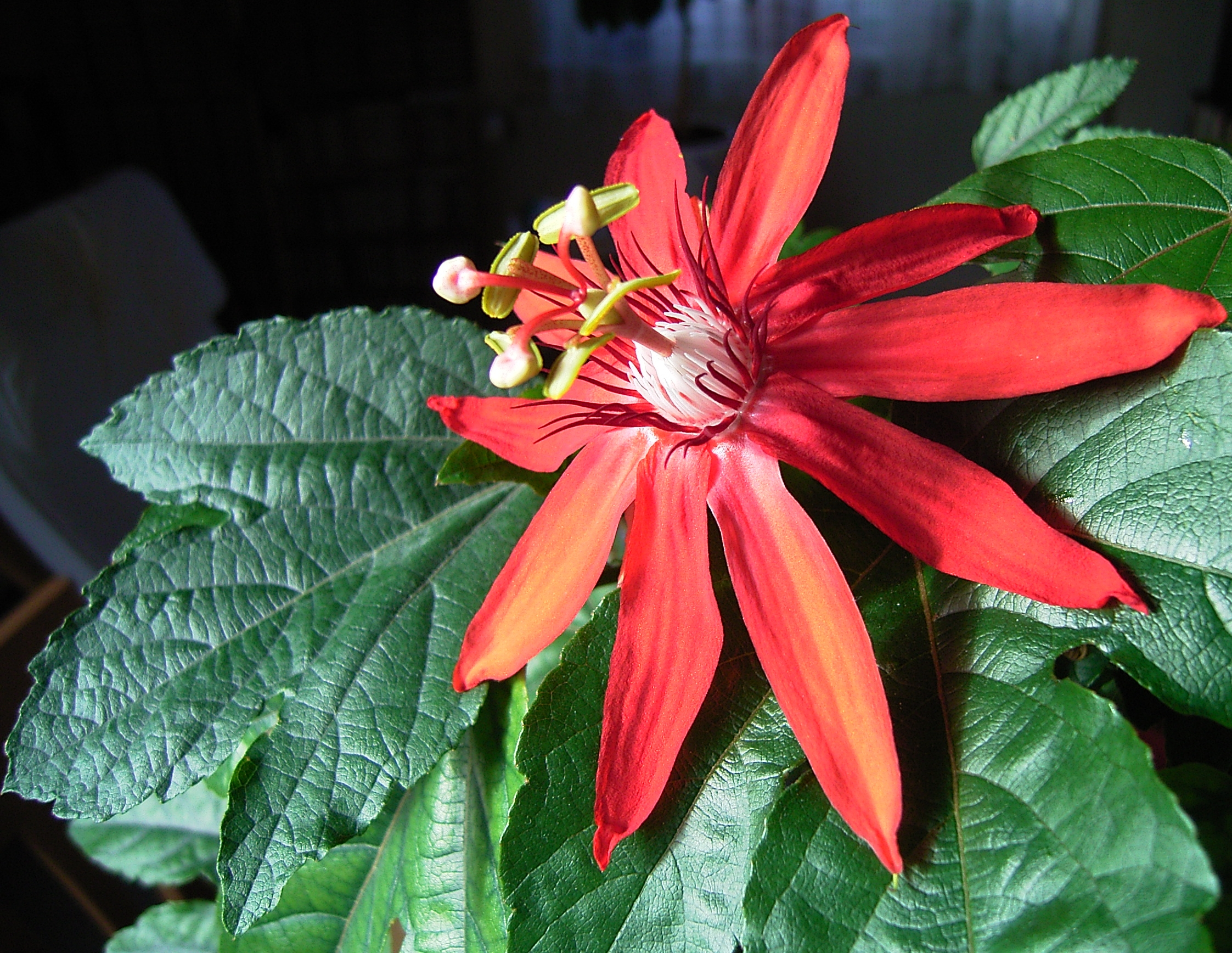
Passiflora vitifolia
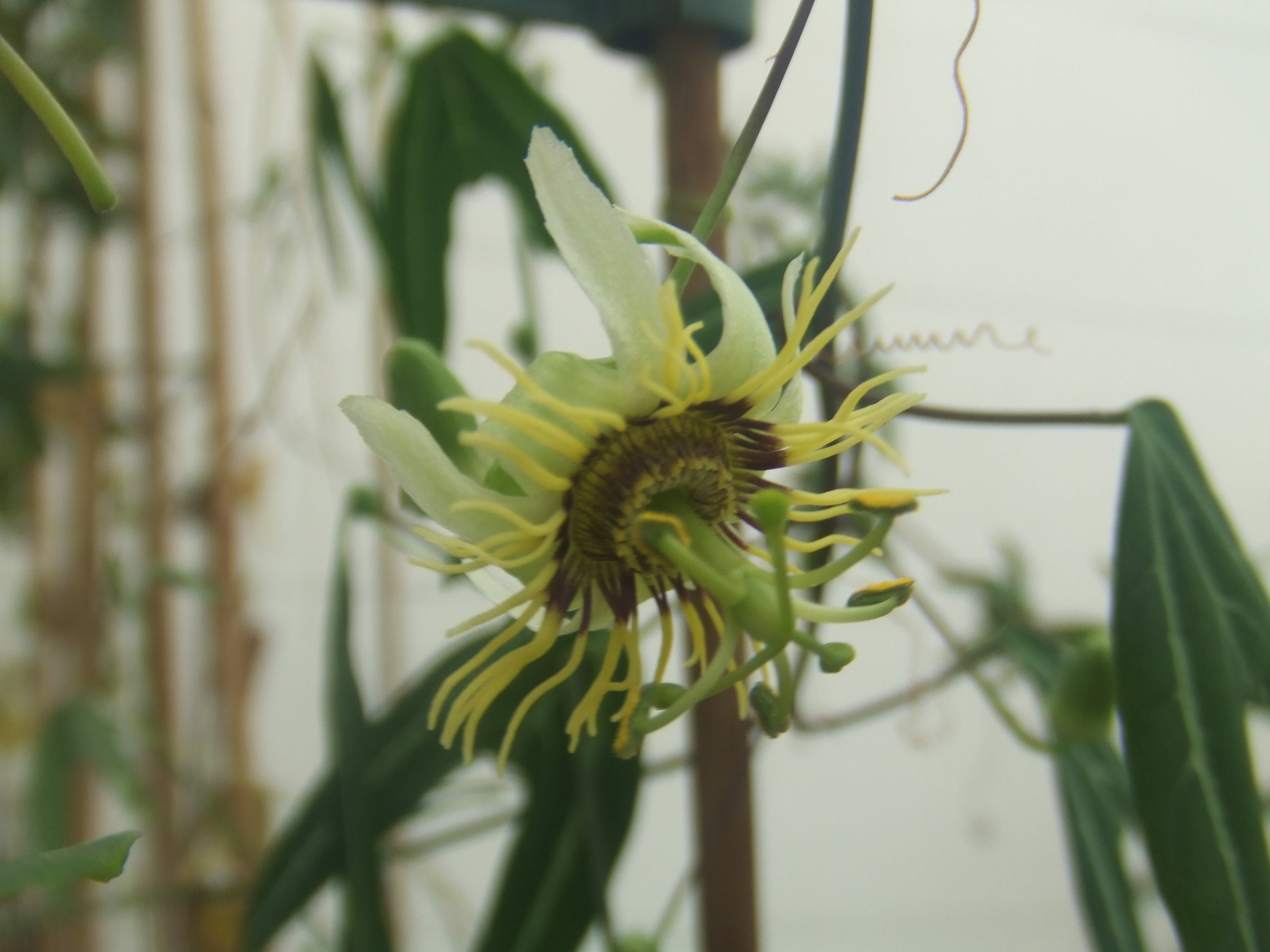
Passiflora xishuangbannaensis

## 外部連結
- The Passiflora Society International （页面存档备份，存于）
- Passiflora online （页面存档备份，存于）
- Passiflora edulis （页面存档备份，存于）
- Chilean Passiflora pictures （页面存档备份，存于）
- A list of Heliconius Butterflies and the Passiflora species their larvae consume